# オーストラリアチゴハヤブサ
オーストラリアチゴハヤブサ（学名：Falco longipennis）は、鳥綱ハヤブサ目ハヤブサ科ハヤブサ属に分類される鳥類の一種である。

## 形態
体長30-35cm。翼開長70-90cm。成鳥は背面が青灰色、腹部は赤褐色から茶褐色。静止時には尾羽の先端と、翼の先端はほぼそろう。幼鳥は背面が焦げ茶色。2亜種が確認されている。

## 分布
オーストラリア全土。
- F. l. longipennis : オーストラリア南部からクイーンズランド州南東部にかけての地域、およびタスマニア州に分布
- F. l. murchisonianus : オーストラリア北部および内陸部にかけて分布。亜種F. l. longipennisよりも色が薄い。

## 生態
農耕地、開けた森林、湿地や湖、乾燥地帯などで飛翔しながら探餌する。食性は肉食性で、他の鳥類や昆虫類、コウモリ類を捕食する。
郊外の公園など、人が生活する場所にも適応している。